# Bouniagues
Bouniagues é uma comuna francesa na região administrativa da Nova Aquitânia, no departamento Dordonha. Estende-se por uma área de 8,63 km². Em 2010 a comuna tinha 619 habitantes (densidade: 71,7 hab./km²).